# Fabrice Jeannet
Fabrice Jeannet (Fort-de-France, 20 ottobre 1980) è uno schermidore francese della specialità della spada.

## Biografia
Il campione del Mondo Junior 2000 ottiene rapidamente risultati in campo senior. L'anno successivo vince due medaglie di bronzo ai mondiali che si svolgono a Nîmes, in Francia. Nel 2002 diventa poi vicecampione del mondo ai mondiali di Lisbona, battuto dal russo Pavel Kolobkov, conquistando tuttavia il titolo di campione nella competizione a squadre.
Nel 2003 conquista infine il titolo individuale ai mondiali de L'Avana.
Inizia quindi un periodo meno prolifico; non vince più in Coppa del Mondo e durante le Olimpiadi estive 2004 viene eliminato nei quarti da un altro francese, Érik Boisse. Tuttavia, è uno dei membri della squadra che vince la medaglia d'oro a squadre, medaglia condivisa con Hugues Obry, Érik Boisse e suo fratello Jérôme Jeannet.
Al Campionato del Mondo 2005 vince un'altra medaglia d'argento, ancora una volta battuto dal russo Kolobkov. Di contro conferma con una nuova medaglia d'oro a squadre, questa volta con Érik Boisse, suo fratello Jérôme Jeannet e Ullrich Robeiri, il titolo olimpico ottenuto l'anno precedente.
All'edizione dei mondiali 2006 a Torino, dopo l'eliminazione al primo turno nella prova individuale, partecipa alla vittoria della squadra francese.
Prima di sapere se avrebbe partecipato ai giochi olimpici 2008, ha annunciato che si sarebbe ritirato dalle competizioni nel settembre 2008; dopo questa data inizierà una carriera nell'informatica.
Nel 2008 ai Giochi olimpici di Pechino ha conquistato la medaglia d'argento nella spada individuale, venendo sconfitto da Matteo Tagliariol, e la medaglia d'oro nella spada a squadre superando in finale la Polonia.

## Palmarès
- Giochi olimpici estivi

Atene 2004: Oro nella spada a squadre, 5º posto nella spada individuale
Pechino 2008: Oro nella spada a squadre, argento nella spada individuale
- Campionato mondiale di scherma

2001 - Nîmes: Bronzo nella spada individuale, bronzo nella spada a squadre
2002 - Lisbona: Oro nella spada a squadre, argento nella spada individuale
2003 - L'Avana: Oro nella spada individuale
2005 - Lipsia: Oro nella spada a squadre, argento nella spada individuale
2006 - Torino: Oro nella spada a squadre
2007 - San Pietroburgo: Oro nella spada a squadre
- Campionati europei di scherma

2007 - Gand: Bronzo nella spada a squadre
2008 - Kiev: oro nella spada a squadre.
- Coppa d'Europa dei Club, campione a squadre nel 2002